# متروی لندن
مترو لندن (به انگلیسی: The London Underground) قدیمی‌ترین شبکه ترابری زیرزمینی در جهان است. بهره‌برداری از نخستین خط سامانه مترو لندن، در تاریخ ۱۰ ژانویه سال ۱۸۶۳ آغاز شد. مترو لندن، دارای ۲۷۰ ایستگاه اصلی (۲۶۰فرعی) است و با وجود اینکه نام رسمی آن زیرزمینی (Underground) نامیده می‌شود، ۵۵ درصد این شبکه، بر روی زمین واقع شده است. این شبکه، با ۴۰۸ کیلومتر خط آهن، سومین خط دراز ترابری درون‌شهری جهان نیز هست. شبکه مترو لندن، از شلوغ‌ترین شبکه‌های ترابری زیرزمینی جهان است. در سال ۲۰۰۷، یک میلیارد نفر از مترو لندن استفاده کردند.

## تاریخچه

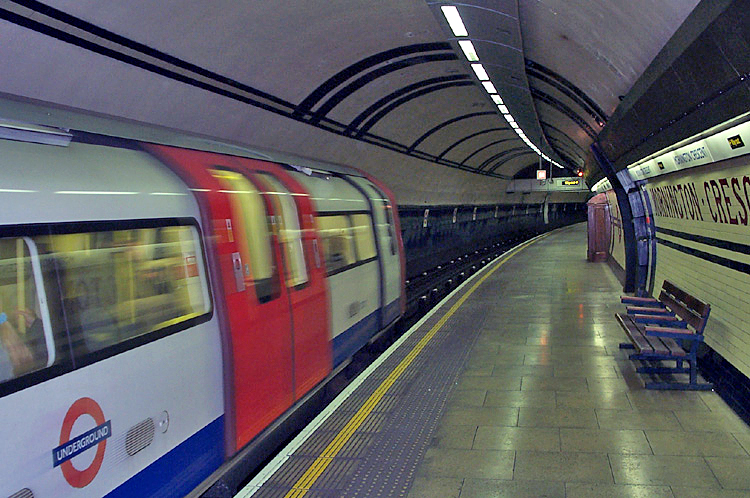
متروی لندن

نخستین خط مترو لندن که در تاریخ ۱۰ ژانویه سال ۱۸۶۳م آغاز به کار کرد، خط متروپولیتن بود که میان دو نقطه پدینگتون و فرینگدون در مرکز شهر ایجاد شد. این خط، که اکنون بخشی از خط «همراسمیث و سیتی» مترو لندن است، در واقع، نخستین خط قطار شهری در جهان بود.

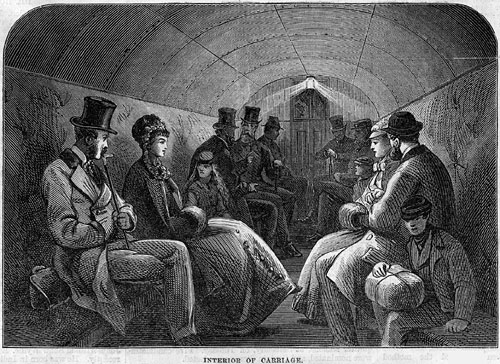
متروی لندن، قدیمی‌ترین شبکه قطار شهری جهان است.

مقدمات ایجاد مترو لندن، در سال ۱۸۵۴م میلادی ایجاد شده بود و در سال ۱۸۶۳م، زمانی که نخستین قطار بین شهری در خط متروپولیتن آغاز به کار کرد، روزانه چهل و یک هزار مسافر، از این قطار شهری استفاده می‌کردند. در آن زمان، در هر ده دقیقه، یک قطار، پدینگتون را به مقصد فرینگدون ترک می‌کرد. در سال ۱۸۸۰، شمار استفاده‌کنندگان از قطار شهری لندن، به سالانه چهل میلیون تن افزایش یافت. شمار خطوط مترو لندن، به تدریج افزایش یافت و در سال ۱۸۸۴م، خط «اینر سیرکل» (Inner Circle) که اکنون «سیرکل لاین» (Circle Line) نامیده می‌شود، تکمیل شد.

## خط‌های مترو لندن
خطوط قطار شهری لندن به تدریج افزایش یافت. این شبکه، در سال ۲۰۰۷ میلادی، یعنی ۱۴۶ سال پس از تأسیس، دوازه خط فعال دارد.
این خطوط، بر روی نقشه متروی لندن، با رنگ مشخص شده است تا پیدا کردن آن، برای مسافران راحت‌تر باشد.
خطوط قطار شهری لندن و سال تأسیس آن‌ها، از این قرار است:

| نام خط         | رنگ در نقشه | نخستین فعالیت | نخستین بخش افتتاح شده * | از        | نوع         | طول /به کیلومتر | طول /به مایل | ایستگاه‌ها | تعداد سفرها در سال (۰۰۰s) | میانگین سفرها به‌ازای هر مایل (۰۰۰s) |
| -------------- | ----------- | ------------- | ----------------------- | --------- | ----------- | --------------- | ------------ | --------- | ------------------------- | ----------------------------------- |
| خط بیکرلو      | قهوه‌ای      | ۱۹۰۶          | ۱۹۰۶                    | ۱۹۰۶      | سطح عمیق    | ۲۳٫۲            | ۱۴٫۵         | ۲۵        | ۹۵٬۹۴۷                    | ۶٬۶۱۷                               |
| مرکزی          | قرمز        | ۱۹۰۰          | ۱۸۵۶                    | ۱۹۰۰      | سطح عمیق    | ۷۴              | ۴۶           | ۴۹        | ۱۸۳٬۵۸۲                   | ۳٬۹۹۰                               |
| سیرکل          | زرد         | ۱۸۸۴          | ۱۸۶۳                    | ۱۹۴۹      | یک طبقه زیر | ۲۲٫۵            | ۱۴           | ۲۷        | ۶۸٬۴۸۵                    | ۴٬۸۹۲                               |
| ناحیه          | سبز         | ۱۸۶۸          | ۱۸۵۸                    | ۱۸۶۸–۱۹۰۵ | یک طبقه زیر | ۶۴              | ۴۰           | ۶۰        | ۱۷۲٬۸۷۹                   | ۴٬۳۲۲                               |
| همرسمیت و سیتی | صورتی       | ۱۸۶۳          | ۱۸۵۸                    | ۱۹۸۸      | یک طبقه زیر | ۲۶٫۵            | ۱۶٫۵         | ۲۸        | ۴۵٬۸۴۵                    | ۲٬۷۷۸                               |
| جوبیلی         | خاکستری     | ۱۹۷۹          | ۱۸۷۹                    | ۱۹۷۹      | سطح عمیق    | ۳۶٫۲            | ۲۲٫۵         | ۲۷        | ۱۲۷٬۵۸۴                   | ۵٬۶۷۰                               |
| متروپولیتن     | کهربایی     | ۱۸۶۳          | ۱۸۶۳                    | ۱۸۶۳      | یک طبقه زیر | ۶۶٫۷            | ۴۱٫۵         | ۳۴        | ۵۳٬۶۹۷                    | ۱٬۲۹۴                               |
| شمالی          | سیاه        | ۱۸۹۰          | ۱۸۶۷                    | ۱۹۳۷      | سطح عمیق    | ۵۸              | ۳۶           | ۵۰        | ۲۰۶٬۷۳۴                   | ۵٬۷۴۳                               |
| پیکدیلی        | آبی تیره    | ۱۹۰۶          | ۱۸۶۹                    | ۱۹۰۶      | سطح عمیق    | ۷۱              | ۴۴٫۳         | ۵۲        | ۱۷۶٬۱۷۷                   | ۳٬۹۷۷                               |
| ویکتوریا       | آبی روشن    | ۱۹۶۸          | ۱۹۶۸                    | ۱۹۶۸      | سطح عمیق    | ۲۱              | ۱۳٫۲۵        | ۱۶        | ۱۶۱٬۳۱۹                   | ۱۲٬۱۷۵                              |
| واترلو و سیتی  | فیروزه‌ای    | ۱۸۹۸          | ۱۸۹۸                    | ۱۸۹۸      | سطح عمیق    | ۲٫۵             | ۱٫۵          | ۲         | ۹٬۶۱۶                     | ۶٬۴۱۰                               |